# Хаяма
Хаяма (на японски: 葉山村, по английската система на Хепбърн: Hayama-mura [Хаяма-мурас) е бивше село в префектура Кочи, Япония.
Според данните от преброяването през 2003 г. в селото живеят 4305 души, като средната гъстота е 64,49 души на км². Общата площ на бившето село е 66,75 км².